# Gitler kaput!
Gitler kaput! (russisk: Гитлер капут!) er en russisk spillefilm fra 2008 af Marjus Vajsberg.

## Medvirkende
- Pavel Derevjanko — Olaf Shurenberg / scout Aleksandr Isaevitj Osetjkin
- Anna Semjonovitj — Zina
- Mikhail Krylov — Adolf Hitler
- Evelina Bledans — Frau Oddo
- Jurij Stojanov — Martin Bormann